# Береника (дочь Птолемея II)
Береника — дочь египетского царя Птолемея II Филадельфа и Арсинои I. Из династии Птолемеев (? — 246 г. до н.э., Антиохия). Имела македонское происхождение. Вторая жена правителя государства Селевкидов Антиоха II Теоса. 
Воспользовавшись ослаблением государства Селевкидов, во время войны с Египтом, о своей независимости объявили наместники Парфии и Бактрии — Арсак и Диодот. Тогда Антиоху надо было подавить мятежи и с этой целью в 250 году до н.э. Антиох II стал просить мира у Египта, который был ему предоставлен, но при условии женитьбы на Беренике. Антиох II был уже женат на Лаодике I, тогда он развелся с последней и женился на Беренике. Однако брак был недолгим, после смерти Птолемея Филадельфа в 246 году до н.э. Антиох оставил Беренику и вернулся к первой жене, которая его и отравила. В это же время в Антиохии были убиты законные претенденты на престол — Береника и ее сын Антиох (от Антиоха II).